# Alexandra Mazzucco
Alexandra Mazzucco (født 29. januar 1993 i Lauf an der Pegnitz) er en tysk håndboldspiller som spiller for Thüringer HC og Tysklands kvindehåndboldlandshold.